# Banauli
Banauli (nep. बनौली) – gaun wikas samiti we wschodniej części Nepalu w strefie Sagarmatha w dystrykcie Saptari. Według nepalskiego spisu powszechnego z 2001 roku liczył on 892 gospodarstw domowych i 5237 mieszkańców (2573 kobiet i 2664 mężczyzn).